# Gut Helminghausen

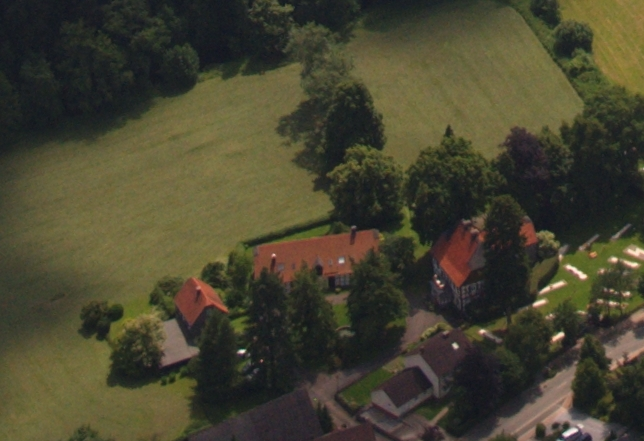
Gut Helminghausen

Das Gut Helminghausen, auch Gut Isphording genannt, liegt im Westen des Ortsteils Helminghausen der Stadt Marsberg südlich der Landesstraße 800.
Den Gutshof errichtete 1680/81 der Rittmeister Rabanus Josias von Padberg (* um 1630; † 1705). Bei dem Haupthaus handelt es sich um einen zweigeschossigen Fachwerkbau mit abgewalmten Giebeln,
der am 4. September 1985 unter Denkmalschutz gestellt wurde. Das ehemalige Verwalterhaus des Gutes wurde erst Jahre später am 6. April 2006 unter Schutz gestellt. Beide Gebäude sind in der Liste der Denkmäler der Stadt Marsberg unter laufender Nummer 1 und 1 a eingetragen. Die Wirtschaftsgebäude des ehemaligen Gutes Helminghausen stehen nicht unter Denkmalschutz.
Das Gut war Stammsitz der Familien von Padberg, der Seitenlinie Helminghausen des Adelsgeschlechts Padberg, in deren Besitz es bis 1885 blieb. Besitzer waren zuletzt, Carl Raban Wilhelm Bernhard Ludwig von Padberg (1725–1794), dessen Sohn Carl von Padberg (1775–1829), dessen Sohn Louis von Pad(t)berg (1810–1873) und Erpo Raban von Padberg (* 1856; † 1911), ein Nachfahre von Rabanus Josias von Padberg, veräußerte das Gut 1885 aus wirtschaftlichen Gründen an einen Holzgroßhändler. 1902 befand sich der Gutshof im Eigentum der Familie Isphording, die es nach 1945 an die Gemeinde Helminghausen veräußerte.
Heute befindet sich das ehemalige Gutshaus wieder in Privatbesitz.